# Diseño de un solo sujeto
En el diseño de experimentos, el diseño de un solo sujeto o el diseño de investigación de un solo caso es un diseño de investigación que se usa con mayor frecuencia en campos aplicados de psicología, educación y comportamiento humano en el que el sujeto sirve como su propio control, en lugar de usar a otro individuo /grupo. Los investigadores utilizan el diseño de un solo sujeto porque estos diseños son sensibles a las diferencias de organismos individuales frente a los diseños grupales que son sensibles a los promedios de los grupos. Sin embargo, a menudo habrá un gran número de sujetos en un estudio de investigación que utiliza un diseño de un solo sujeto, ya que el sujeto sirve como su propio control, este sigue siendo un diseño de un solo sujeto. Estos diseños se utilizan principalmente para evaluar el efecto de una variedad de intervenciones en la investigación aplicada.

## Requisitos
Los siguientes son requisitos de diseños de un solo sujeto:
- Evaluación continua: el comportamiento del individuo se observa repetidamente en el transcurso de la intervención. Esto asegura que cualquier efecto del tratamiento se observe el tiempo suficiente para convencer al científico de que el tratamiento produce un efecto duradero.
- Evaluación de referencia: antes de implementar el tratamiento, el investigador debe buscar tendencias conductuales. Si un tratamiento revierte una tendencia basal (por ejemplo, las cosas empeoraron con el tiempo en la línea basal pero el tratamiento revirtió esta tendencia), entonces esta es una evidencia poderosa que sugiere (aunque no prueba) un efecto del tratamiento.
- Variabilidad en los datos: dado que el comportamiento se evalúa repetidamente, el diseño de un solo sujeto le permite al investigador ver cuán consistentemente el tratamiento cambia el comportamiento con el tiempo. Los diseños estadísticos de grupos grandes generalmente no brindan esta información porque generalmente no se toman evaluaciones repetidas y no se analiza el comportamiento de los individuos en los grupos; en cambio, se informan las medias grupales.

## Fases dentro del diseño de un solo sujeto
- Línea de base: esta fase es una en la que el investigador recopila datos sobre la variable dependiente sin ninguna intervención en el lugar.
- Intervención: esta fase es una en la que el investigador introduce una variable independiente (la intervención) y luego recopila datos sobre la variable dependiente.
- Inversión: en esta fase, el investigador elimina la variable independiente (inversión) y luego recopila datos sobre la variable dependiente.

Es importante que los datos sean estables (tendencia constante y baja variabilidad) antes de que el investigador pase a la siguiente fase. Los diseños de un solo sujeto producen o se aproximan a tres niveles de conocimiento: (1) descriptivo, (2) correlacional y (3) causal.

## Flexibilidad del diseño
Se prefieren los diseños de un solo sujeto porque son muy flexibles y resaltan las diferencias individuales en respuesta a los efectos de la intervención. En general, se ha demostrado que los diseños de un solo sujeto reducen el sesgo de interpretación para los consejeros cuando hacen terapia.

## Interpretación de datos
Para determinar el efecto de la variable independiente en la variable dependiente, el investigador graficará los datos recopilados e inspeccionará visualmente las diferencias entre las fases. Si existe una clara distinción entre la línea de base y la intervención, y luego los datos vuelven a las mismas tendencias / nivel durante la reversión, se infiere una relación funcional entre las variables. A veces, la inspección visual de los datos demuestra resultados que las pruebas estadísticas no pueden encontrar.
Los investigadores que utilizan el diseño de una sola materia comienzan con el análisis gráfico. Durante la línea de base, los datos se recopilan repetidamente y luego se grafican sobre el comportamiento de interés. Esto proporciona una representación visual del comportamiento del sujeto antes de la aplicación de la intervención. Es fundamental que se recopilen varios (se recomiendan tres a cinco) puntos de datos durante la línea de base para permitir que el investigador describa los efectos sobre el comportamiento objetivo durante la intervención. 
Al interpretar, la estrategia general de toda investigación de un solo sujeto es usar el sujeto como su propio control. La lógica experimental argumenta que el comportamiento de referencia del sujeto coincidiría con su comportamiento en la fase de intervención a menos que la intervención haga algo para cambiarlo. Esta lógica se mantiene para descartar confusión, uno necesita replicar. Es la replicación dentro del sujeto y permite la determinación de relaciones funcionales. Por lo tanto, el objetivo es: 
- Demostración
- Verificación
- Replicación

## Limitaciones
Los diseños de investigación se planifican tradicionalmente de manera tal que la mayoría de los detalles sobre a quién y cuándo se introducirá la intervención se deciden antes del comienzo del estudio. Sin embargo, en los diseños de un solo sujeto, estas decisiones a menudo se toman a medida que se recopilan los datos. Además, no existen reglas ampliamente acordadas para alterar las fases, por lo que esto podría generar ideas contradictorias sobre cómo se debe realizar un experimento de investigación en un diseño de un solo sujeto. 
Las principales críticas de los diseños de un solo tema son: 
- Efectos de transferencia : resultados de la transferencia de la fase anterior a la siguiente fase.
- Efectos del orden : el orden (secuencia) de la intervención o el tratamiento afecta los resultados.
- Irreversibilidad : en algunos diseños de retirada, una vez que se produce un cambio en la variable independiente, la variable dependiente se ve afectada. Esto no se puede deshacer simplemente eliminando la variable independiente.
- Problemas éticos : la retirada del tratamiento en el diseño del retiro puede presentar a veces problemas éticos y de viabilidad.

## Historia
Históricamente, los diseños de un solo sujeto han estado estrechamente vinculados al análisis experimental del comportamiento y al análisis del comportamiento aplicado.

## Otras lecturas
- Kazdin, Alan (1982). Single-Case Research Designs. New York: Oxford University Press. ISBN 0-19-503021-4.